# TOKYO FM Midtown Studio

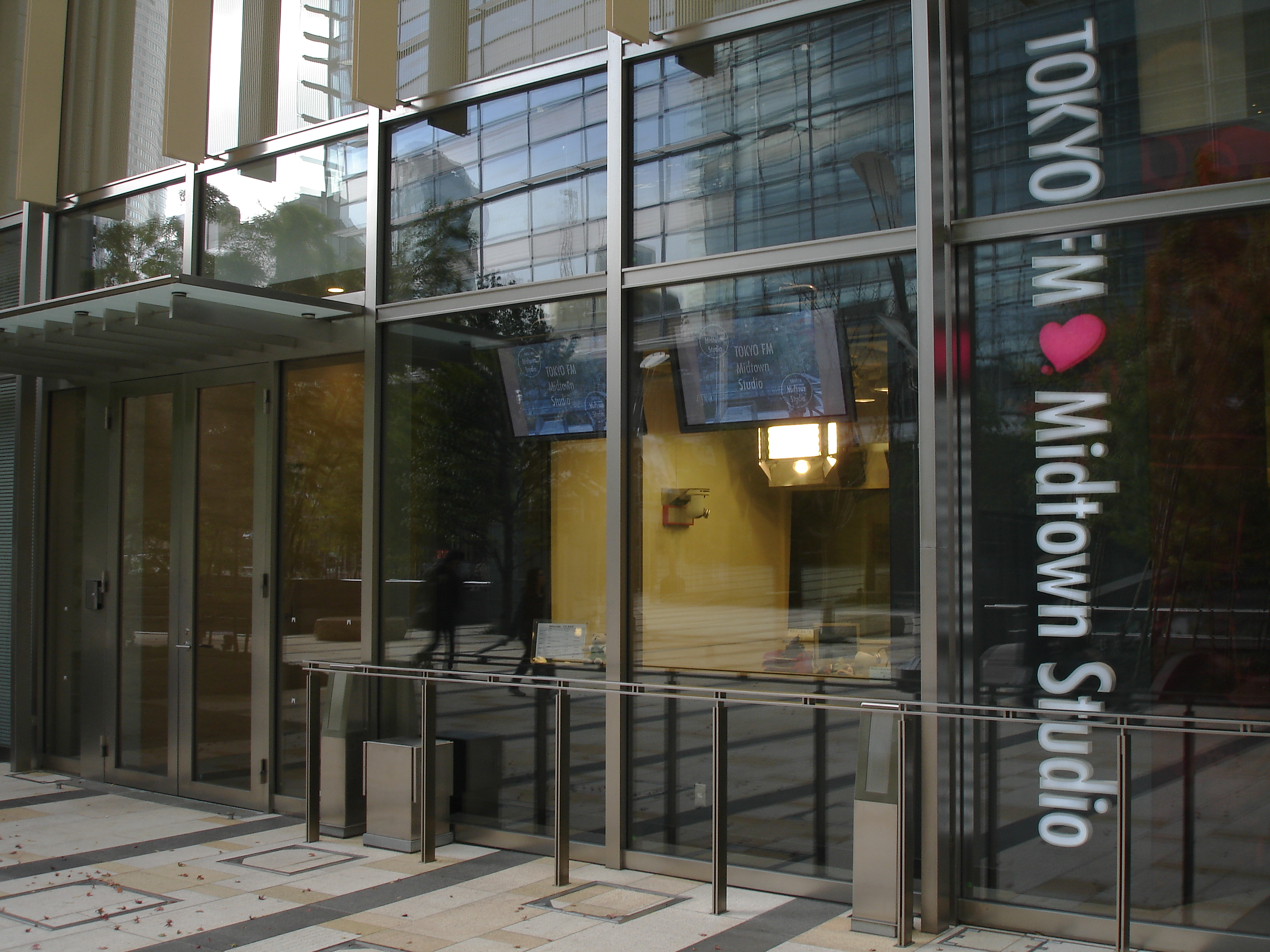
TOKYO FM Midtown Studio

TOKYO FM Midtown Studio（トウキョウエフエム・ミッドタウンスタジオ）は東京都港区赤坂9丁目(六本木)にあったエフエム東京 (TOKYO FM) のサテライトスタジオ。TOKYO FMは半蔵門(千代田区麹町)の本社にスタジオを構えるが、閉鎖時点で唯一のサテライトスタジオだった。
かつては、渋谷区のスペイン坂に「スペイン坂スタジオ」を構えていた。
当スタジオは、2007年3月26日にスターバックスコーヒージャパン、三井不動産（東京ミッドタウンマネジメント）と共同で東京ミッドタウン・プラザ1F・「STARBUCKS TOKYO MIDTOWN COMPLEX STUDIO」店内に設置したものだった。
2017年1月15日をもって閉鎖となり、最後の番組は、19時から生放送の『TOKYO FMサンデースペシャル Thank You! TOKYO FM MIDTOWN STUDIO STARBACKS MUSIC BARISTA FINAL』（DJ:LOVE、ゲスト:片平里菜）だった。

## 過去に同スタジオより放送された番組
- A'll that RADIO (月 - 木 11:30 - 14:00、金 11:30 - 13:00)…初めて放送された番組。
- ONCE (放送時間同上)
- LOVE CONNECTION (月 - 金 11:30 - 13:00)
- The Lifestyle MUSEUM (金 18:30 - 19:00)
- コスモ ポップス ベスト10 (土 15:00 - 15:30)